# Bezirksklasse Ostpreußen 1940/41
De Bezirksklasse Ostpreußen 1940/41 was het achtste voetbalkampioenschap van de Bezirksklasse Ostpreußen, het tweede niveau, onder de Gauliga Ostpreußen. De kampioenen van de Bezirksklassen speelden in de promotie-eindronde om te promoveren naar de Gauliga Ostpreußen 1941/42. 

## Bezirksklasse

### Bezirk Königsberg
| Plaats | Club                                           | Wed. | W | G | V | Saldo | Ptn.  |
| ------ | ---------------------------------------------- | ---- | - | - | - | ----- | ----- |
| 1.     | LSV Heiligenbeil                               | 10   | 9 | 1 | 0 | 47:06 | 19:01 |
| 2.     | MTV Ponarth                                    | 10   | 5 | 1 | 4 | 22:25 | 11:09 |
| 3.     | Königsberger STV                               | 10   | 4 | 2 | 4 | 32:26 | 10:10 |
| 4.     | SpVgg ASCO Königsberg                          | 10   | 4 | 1 | 5 | 17:22 | 09:11 |
| 5.     | WKG der BSG Ferdinand Schichau GmbH Königsberg | 10   | 3 | 1 | 6 | 21:20 | 07:13 |
| 6.     | Concordia Königsberg                           | 10   | 2 | 0 | 8 | 10:50 | 04:16 |

|  | Gekwalificeerd voor promotie-eindronde |

### Bezirk Tilsit-Memel

#### Groep Memel
TuSV Heydekrug trok zich in december 1940 terug na vijf wedstrijden, waarvan er één gewonnen en één gelijk gespeeld werd. Alle resultaten werden geschrapt. 
| Plaats | Club                | Wed.           | W              | G              | V              | Saldo          | Ptn.           |
| ------ | ------------------- | -------------- | -------------- | -------------- | -------------- | -------------- | -------------- |
| 1.     | SpVgg Memel         | 7              | 4              | 3              | 0              | 21:11          | 11:03          |
| 2.     | SC Memel            | 7              | 3              | 3              | 1              | 21:09          | 09:05          |
| 3.     | SV Memel            | 7              | 2              | 2              | 3              | 17:20          | 06:08          |
| 4.     | Reichsbahn-SG Memel | 6              | 1              | 2              | 3              | 09:22          | 04:08          |
| 5.     | Freya-VfR Memel II  | 5              | 1              | 0              | 4              | 03:09          | 02:08          |
| 6.     | TuSV Heydekrug      | Teruggetrokken | Teruggetrokken | Teruggetrokken | Teruggetrokken | Teruggetrokken | Teruggetrokken |

|  | Finale Tilsit-Memel                 |
|  | Terugtrekking tijdens of na seizoen |

#### Groep Tilsit
Polizei-SV Tilsit trok zijn tweede elftal in maart 1941 terug, de club had op dat moment twee wedstrijden  gespeeld en verloren. Ook TuSV Ragnit 1880 trok zich terug in maart 1941 en had toen vier wedstrijden gespeeld, waarvan er één gewonnen werd. 
| Plaats | Club                 | Wed.           | W              | G              | V              | Saldo          | Ptn.           |
| ------ | -------------------- | -------------- | -------------- | -------------- | -------------- | -------------- | -------------- |
| 1.     | Polizei-SV Tilsit    | 3              | 3              | 0              | 0              | 23:03          | 06:00          |
| 2.     | VfB Tilsit           | 3              | 1              | 1              | 1              | 07:12          | 03:03          |
| 3.     | Tilsiter SC          | 4              | 0              | 1              | 3              | 05:20          | 01:07          |
| 4.     | Polizei-SV Tilsit II | Teruggetrokken | Teruggetrokken | Teruggetrokken | Teruggetrokken | Teruggetrokken | Teruggetrokken |
| 5.     | TuSV Ragnit 1880     | Teruggetrokken | Teruggetrokken | Teruggetrokken | Teruggetrokken | Teruggetrokken | Teruggetrokken |

|  | Finale Tilsit-Memel          |
|  | Terugtrekking uit competitie |

#### Finale
Heen
|             |             |       |                   |       |
| 11 mei 1941 | SpVgg Memel | 1 – 0 | Polizei-SV Tilsit | Memel |
| 11 mei 1941 |             |       |                   | Memel |

Terug
|             |                   |     |             |        |
| 17 mei 1941 | Polizei-SV Tilsit | w/o | SpVgg Memel | Tilsit |
| 17 mei 1941 |                   |     |             | Tilsit |

SpVgg Memel verzaakte om de terugwedstrijd te spelen waarop Polizei-SV Tilsit tot districtskampioen uitgeroepen werd.

### Bezirk Gumbinnen
SV Grün-Weiß Gumbinnen trok zijn team voor de competitiestart terug.
| Plaats | Club                   | Wed.           | W              | G              | V              | Saldo          | Ptn.           |
| ------ | ---------------------- | -------------- | -------------- | -------------- | -------------- | -------------- | -------------- |
| 1.     | SC Preußen Insterburg  | 7              | 6              | 0              | 1              | 27:09          | 12:02          |
| 2.     | FC Preußen Gumbinnen   | 6              | 4              | 1              | 1              | 23:11          | 09:03          |
| 3.     | SV Insterburg II       | 3              | 1              | 0              | 2              | 07:11          | 02:04          |
| 4.     | SV Ebenrode            | 5              | 0              | 1              | 4              | 08:21          | 01:09          |
| 5.     | VfL Schloßberg         | 3              | 0              | 0              | 3              | 04:17          | 0:06           |
| 6.     | SV Grün-Weiß Gumbinnen | Teruggetrokken | Teruggetrokken | Teruggetrokken | Teruggetrokken | Teruggetrokken | Teruggetrokken |

|  | Gekwalificeerd voor promotie-eindronde |
|  | Terugtrekking uit competitie           |

### Bezirk Allenstein
| Plaats | Club                     | Wed. | W | G | V | Saldo | Ptn.  |
| ------ | ------------------------ | ---- | - | - | - | ----- | ----- |
| 1.     | VfB Osterode             | 6    | 4 | 1 | 1 | 20:11 | 09:03 |
| 2.     | SV Allenstein            | 6    | 3 | 0 | 3 | 23:20 | 06:06 |
| 3.     | Reichsbahn SG Allenstein | 6    | 2 | 1 | 3 | 16:20 | 05:07 |
| 4.     | Viktoria Allenstein      | 6    | 2 | 0 | 4 | 19:27 | 04:08 |

|  | Promotie naar Gauliga Ostpreußen 1940/41 |

## Promotie-eindronde
Polizei-SV Tilsit werd uitgesloten nadat ze twee keer niet kwamen opdagen. Aanvankelijk zouden enkel LSV Heiligenbeil en VfB Osterode promoveren, maar doordat LSV Richthofen Neukuhren zich terugtrok uit de Gauliga promoveerde ook Preußen Insterburg. 
| Plaats | Club                  | Wed.        | W           | G           | V           | Saldo       | Ptn.        |
| ------ | --------------------- | ----------- | ----------- | ----------- | ----------- | ----------- | ----------- |
| 1.     | LSV Heiligenbeil      | 4           | 3           | 1           | 0           | 27:03       | 07:01       |
| 2.     | VfB Osterode          | 4           | 1           | 1           | 2           | 06:09       | 03:05       |
| 3.     | SC Preußen Insterburg | 4           | 1           | 0           | 3           | 05:26       | 02:06       |
| 4.     | Polizei-SV Tilsit     | Uitgesloten | Uitgesloten | Uitgesloten | Uitgesloten | Uitgesloten | Uitgesloten |

|  | Promotie naar Gauliga Ostpreußen 1941/42 |